# Campiglossa trochlina
Campiglossa trochlina este o specie de muște din genul Campiglossa, familia Tephritidae, descrisă de Wang în anul 1990. Conform Catalogue of Life specia Campiglossa trochlina nu are subspecii cunoscute.